# متحف السلام عليك أيها النبي
متحف السلام عليك أيّها النبي هو فكرة وإدارة ناصر بن مسفر الزهراني وقد نال على فكرته - بحسب موقعه الشخصي - على شهادات سبق علميّة متعلقة بفكرة المعرض وطريقه عرضه، وهو متحف يُحاكي التاريخ العلمي المحسوس لسيرة النبي محمد بن عبد الله عبر بناء نماذج فنيّة لكل المواد المحسوسة الواردة في القرآن و السنة النبوية ، ويهدف المتحف إلى تكوين بيئة محاكاة لما ورد في التاريخ الإسلامي  ، مع توفير أفلام علمية شارحة، مع عناية ظاهرة بأسس وجماليات العمارة الإسلامية

## أقسام المتحف
والمتحف مقسّم بحسب التصنيفات الصناعية والمقتنيات الطبيعية، وذلك في ستة وعشرين قسما هي:
| 1. الأثاث والآواني والمقتنيات الوارد ذكرها في القرآن الكريم. 2. السلاح الوارد ذكره في القرآن. 3. الملابس الوارد ذكرها في القرآن. 4. الحلي والزينة الوارد ذكرها في القرآن. 5. المكاييل والمقاييس والموازين المذكورة في القرآن. 6. العملات المذكورة في القرآن. 7. أدوات الصناعة والزراعة والمهن المذكورة في القرآن. 8. أنواع الأدوية المذكورة في القرآن. | 1. الطعام والشراب المذكور في القرآن. 2. أنواع الطيب والعطور المذكورة في القرآن. 3. الأثاث والمقتنيات المحمدية. 4. الملابس المحمدية. 5. الطعام والشراب المحمدي. 6. الطيب والعطور المحمدية. 7. الأدوية المحمدية. 8. أدوات الصناعة والزراعة والمهن التي استخدمها النبي محمد بن عبد الله. 9. الأثاث والمقتنيات المذكورة في السيرة النبوية. 10. الحلي والزينة المذكورة في السيرة النبوية. 11. الملابس المذكورة في السيرة النبوية. | 1. السلاح المذكور في السيرة النبوية. 2. الطعام والشراب المذكور في السيرة النبوية. 3. الأدوية المذكورة في السيرة النبوية. 4. أدوات الطب المذكورة في السيرة النبوية. 5. المكاييل والموازيين المذكورة في السيرة النبوية. 6. العملات المذكورة في السيرة النبوية. 7. المقاييس والمسافات المذكورة في السيرة النبوية. |

## جائزة السلام عليك أيها النبي الدولية
هي جائزة عالمية متخصصة سنوية، وموضوعها القرآن الكريم والسنة النبوية الشريفة وما يتعلق بهما.